# Berthelinia typica
Berthelinia typica is een slakkensoort uit de familie van de Juliidae. De wetenschappelijke naam van de soort is voor het eerst geldig gepubliceerd in 1911 door Gatliff & Gabriel.